# رومن گورتز
رومن گورتز (انگلیسی: Roman Görtz؛ زادهٔ ۱۱ ژانویهٔ ۱۹۷۴) بازیکن فوتبال اهل آلمان است.
از باشگاه‌هایی که در آن بازی کرده‌است می‌توان به باشگاه فوتبال کارل زایس ینا اشاره کرد.